# Séisme de 1810 en Crète
Le séisme de 1810 en Crète s'est produit le 16 février à 22 h 15. Il a causé de grandes destructions à Héraklion, quelques dégâts de Malte au nord de l'Égypte et est ressenti du centre de l'Italie à la Syrie. 2 000 morts sont signalés à Héraklion.

## Contexte tectonique
L'arc hellénique est une caractéristique tectonique arquée liée à la subduction de la plaque africaine sous la plaque de la mer Égée. C'est l'une des zones sismiques les plus actives de l'Eurasie occidentale et elle a connu de grands tremblements de terre qui ont également affecté l'Égypte. Les grands tremblements de terre dont les épicentres se trouvent près de la Crète et au nord de l'île sont généralement des événements de profondeur intermédiaire situés à l'interface de la plaque subductrice. Ces événements sont souvent de magnitude M>7, mais en raison de leur profondeur, ils causent relativement peu de dommages pour leur taille, tout en étant très largement ressentis.

## Dégâts
Le tremblement de terre cause des dommages importants à Héraklion et dans le nord-est de la Crète. Des dommages sont également signalés dans les îles du sud de la mer Égée, au Caire, à Rosette, à Alexandrie dans le nord de l'Égypte et à Malte. L'effondrement d'une partie du temple d'Amon à l'oasis de Siwa, en 1811, a également été attribué à l'événement de 1810, plutôt qu'à un tremblement de terre distinct, qui est maintenant considéré comme un « événement fallacieux ».

## Caractéristiques
Le tremblement de terre est largement ressenti et enregistré jusqu'à Chypre, la Turquie, la Syrie, le centre de l'Italie et diverses parties de l'Afrique du Nord. La secousse principale aurait duré deux minutes à Malte.
Des rapports font état d'un tsunami, des vagues ayant été enregistrées dans les ports de Malte et d'Alexandrie et dans les canaux voisins, bien que celles-ci aient plutôt le caractère de seiches,.